# شاپرک‌های برهمن
شاپرک‌های برهمن (نام علمی: Brahmaeidae) نام یک تیره از راسته پروانه‌سانان است.